# Gåstol

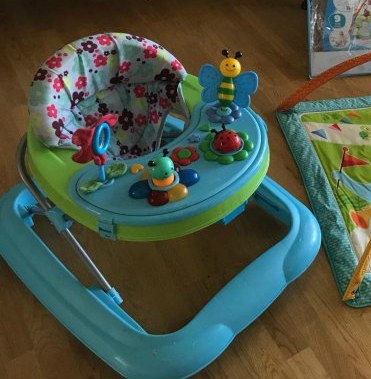
En gåstol för barn med integrerade leksaker.

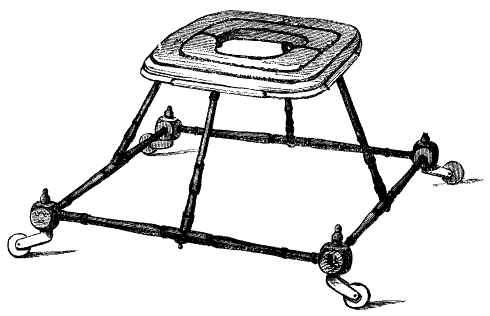
Karl XII:s gåstol (ur Svenska Familj-Journalen 1879)

En gåstol är ett stolsliknande redskap försett med hjul. En gåstol kan användas av barn som skall lära sig att gå eller av sjuka eller handikappade som stöd vid gång.
Ordet gåstol är belagt i svenska språket sedan 1967.